# L'Alzinar (l'Alzina)
L'Alzinar és un indret del terme de Sant Esteve de la Sarga, al Pallars Jussà, en el territori del poble d'Alzina.
Està situat al nord-oest del poble d'Alzina, al capdamunt de la serra del mateix nom.